# Юперски некропол
Юперският некропол е частично изследван археологически обект, датиран към Ранното средновековие и класифициран като славянски некропол. Той е един от 16-те некропола с трупоизгаряне, разкрити в България. Литературни данни за Юперския некропол се черпят от археологически изследвания, провеждани през 60-те и 70-те години на ХХ век.

## География
Археологическият обект се намира сред обработваема земя извън регулация близо до село Юпер в Разградска област. То отстои на 15 км южно от река Дунав. В района на некропола днес има изграден микроязовир. Средновековният некропол в местност „Вехтите лозя“ отстои на 2,5 км западно от селото. Заема площ от 514 кв.м. и е обявен за археологически обект с местно значение през 1970 г.

## Археология
През 1962 на 2 км южно от селото в местността Вехтите лозя случайно са открити гърнета с горели човешки кости. През 1963, след проучване и сондажи от Станчо Ваклинов, са разкрити и идентифицирани единадесет запазени цели погребални урни и фрагменти от други, които той идентифицира като прабългарски погребения. През 1967 е проведено цялостно проучване, ограничено в свободен от земеделско-стопански дейности участък. На площ от 668 кв. м. са разкрити 74 гроба с 83 урнови (без похлупак) и 3 безурнови погребения чрез трупоизгаряне, разположени в кръгли плитки ями. Освен тях са археологическото изследване разкрива железни предмети от бита – нож, халка, прешлен за вретено, бронзова гривна и др. Анализът на материалните находки причислява изработените на грънчарско колело гърнета към славянската култура Салтово.
Според проведения литературен обзор, археологическият обект така и не е изследван напълно. Според археологът Живка Въжарова вероятният общ брой на гробовете в некропола е около 300, като пълното им разкриване през 60-те години на ХХ век и след това е затруднено от разположението им сред земеделски насаждения.